# Stephen J. Pfohl
Stephen J. Pfohl ist ein US-amerikanischer Soziologe, der als Professor am Boston College forscht und lehrt. Er amtierte 1991/92 als Präsident der Society for the Study of Social Problems (SSSP).

## Werdegang und Wirken
Pfohl machte 1971 das Bachelor-Examen an der Catholic University of America, 1972 den Master-Abschluss an der Ohio State University, an der er 1976 auch zum Ph.D. promoviert wurde. Der Titel seiner Dissertation war: The Social Construction of Psychiatric Reality: A Study of Diagnostic Procedures in a Forensic Psychiatric Institution. 1981/82 folgten Postdoctoral Studies an der Yale University. Von 1977 bis 1993 war Pfohl erst Assistant Professor, dann Associate Professor of Sociology am Boston College, seit 1993 ist er dort Full Professor für Soziologie.
Seine Unterrichtsthemen sind: Kulturwissenschaft, Bilder und Macht, Postmoderne und Sozialtheorie, Soziologie und
Psychoanalyse, Kriminalität, Devianz und soziale Kontrolle.

## Schriften (Auswahl)
- Predicting dangerousness. The social construction of psychiatric reality. Lexington, Lexington Books 1978, ISBN 0-669-01509-1.
- Death at the parasite cafe. Social science (fictions) and the postmodern. St. Martin’s Press, New York 1992, ISBN 0-312-07573-1.
- Images of deviance and social control. A sociological history. 2. Auflage, McGraw-Hill, New York 1994, ISBN 0-07-049765-6.